# Liste der Monuments historiques in Couzon
Die Liste der Monuments historiques in Couzon führt die Monuments historiques in der französischen Gemeinde Couzon auf.

## Liste der Bauwerke
| Bezeichnung                                    | Beschreibung                       | Standort | Kennzeichnung | Schutzstatus | Datum | Bild |
| ---------------------------------------------- | ---------------------------------- | -------- | ------------- | ------------ | ----- | ---- |
| Château des Bordes (Fotos in der Base Mérimée) | Schloss, erbaut im 15. Jahrhundert | (Lage)   | PA00093074    | Inscrit      | 1929  |      |

## Liste der Objekte
| Bezeichnung               | Beschreibung | Standort                | Kennzeichnung | Schutzstatus | Datum | Bild |
| ------------------------- | ------------ | ----------------------- | ------------- | ------------ | ----- | ---- |
| Skulptur Madonna mit Kind | Stein        | im ehemaligen Pfarrhaus | PM03001559    | Inscrit      | 2006  |      |